# Bible Christian Church
Bible Christian Church var ett metodistiskt trossamfund bildat i North Cornwall, den 18 oktober 1815 av metodistpredikanten William O’Bryan, efter vilken anhängarna ibland även kallats bryaniter.
1907 gick Bible Christian Church i England samman med United Methodist Free Churches och Methodist New Connexion som då bildade United Methodist Church. 